# Dieng
Dieng – kompleks czynnych wulkanów w środkowej części Jawy w Indonezji.
Wysokość 2565 m n.p.m.; leży na płaskowyżu Dieng na północ od miasta Wonosobo; składa się z wielu kraterów, w niektórych jeziora wulkaniczne.
Pozyskiwana jest energia geotermalna. Na zboczach pola tarasowe, uprawa gł. ziemniaków.
Erupcje notowane od około 1375 r., ostatnia w 2018 r.